# Котельнич I
Котельнич I — узловая железнодорожная станция Кировского региона Горьковской железной дороги, расположенная на главном ходу Транссибирской магистрали в городе Котельниче Кировской области.

## История
Железнодорожное сообщение в Котельнич пришло в 1905 году, когда было завершено строительство моста через реку Вятку. Тогда был выстроен первый котельничский деревянный вокзал, просуществовавший 100 лет. Здание сильно обветшало, возникла необходимость строительства нового вокзала. Строительство началось в начале 1990-х, однако долго стройка оставалась замороженной. В 2005 году новый вокзал из красного кирпича был открыт и принял первых пассажиров. Со стороны привокзальной площади он двухэтажный, а со стороны перрона трёхэтажный[значимость факта?].

## Дальнее следование
По состоянию на декабрь 2018 года через станцию курсируют следующие поезда дальнего следования:
| Круглогодичное обращение поездов | Круглогодичное обращение поездов | Круглогодичное обращение поездов | Круглогодичное обращение поездов |
| № поезда                         | Маршрут движения                 | № поезда                         | Маршрут движения                 |
| -------------------------------- | -------------------------------- | -------------------------------- | -------------------------------- |
| 7 «Кама»                         | Пермь — Москва                   | 8 «Кама»                         | Москва — Пермь                   |
| 9                                | Киров — Нижний Новгород          | 10                               | Нижний Новгород — Киров          |
| 11 «Ямал»                        | Новый Уренгой — Москва           | 12 «Ямал»                        | Москва — Новый Уренгой           |
| 13 «Новокузнецк»                 | Новокузнецк — Санкт-Петербург    | 14 «Новокузнецк»                 | Санкт-Петербург — Новокузнецк    |
| 31 «Вятка»                       | Киров — Москва                   | 32 «Вятка»                       | Москва — Киров                   |
| 55 «Енисей»                      | Красноярск — Москва              | 56 «Енисей»                      | Москва — Красноярск              |
| 63                               | Новосибирск — Минск              | 64                               | Минск — Новосибирск              |
| 67                               | Абакан — Москва                  | 68                               | Москва — Абакан                  |
| 69                               | Чита — Москва                    | 70                               | Москва — Чита                    |
| 71 «Демидовский Экспресс»        | Екатеринбург — Санкт-Петербург   | 72 «Демидовский Экспресс»        | Санкт-Петербург — Екатеринбург   |
| 73                               | Тюмень — Санкт-Петербург         | 74                               | Санкт-Петербург — Тюмень         |
| 83 «Северный Урал»               | Приобье — Москва                 | 84 «Северный Урал»               | Москва — Приобье                 |
| 89                               | Воркута — Нижний Новгород        | 90                               | Нижний Новгород — Воркута        |
| 91                               | Северобайкальск — Москва         | 92                               | Москва — Северобайкальск         |
| 99                               | Владивосток — Москва             | 100                              | Москва — Владивосток             |
| 103                              | Новосибирск — Брест              | 104                              | Брест — Новосибирск              |
| 109                              | Новый Уренгой — Москва           | 110                              | Москва — Новый Уренгой           |
| 123                              | Киров — Санкт-Петербург          | 124                              | Санкт-Петербург — Киров          |
| 131                              | Ижевск — Санкт-Петербург         | 132                              | Санкт-Петербург — Ижевск         |
| 145                              | Челябинск — Санкт-Петербург      | 146                              | Санкт-Петербург — Челябинск      |
| 309                              | Воркута — Адлер                  | 310                              | Адлер — Воркута                  |
| 311                              | Воркута — Новороссийск           | 312                              | Новороссийск — Воркута           |

| Сезонное обращение поездов | Сезонное обращение поездов  | Сезонное обращение поездов | Сезонное обращение поездов  |
| № поезда                   | Маршрут движения            | № поезда                   | Маршрут движения            |
| -------------------------- | --------------------------- | -------------------------- | --------------------------- |
| 191                        | Челябинск — Санкт-Петербург | 192                        | Санкт-Петербург — Челябинск |
| 501                        | Киров — Анапа               | 502                        | Анапа — Киров               |
| 531                        | Киров — Адлер               | 532                        | Адлер — Киров               |

## Перспективы
В 2019 году активно обсуждалось продление ветки до Котельнича в проекте строительства отрезка Яранск — Котельнич. В начале 2020 года проект перенесен в планы до 2030 года. Строительство соединит северную и южную ветку Транссибирской магистрали.